# 1,4-Diiodbutan
1,4-Diiodbutan ist eine chemische Verbindung aus der Gruppe der aliphatischen, gesättigten Halogenkohlenwasserstoffe.

## Gewinnung und Darstellung
1,4-Diiodbutan kann durch Reaktion von Tetrahydrofuran mit Iod und Phosphor gewonnen werden. Sie kann auch durch Reaktion von Iodtrimethylsilan mit Trimethyl(4-iodbutoxy)silan dargestellt werden.

## Eigenschaften
1,4-Diiodbutan ist eine hellgelbe Flüssigkeit, die praktisch unlöslich in Wasser ist. Die Verbindung wird mit Kupfer stabilisiert.

## Verwendung
1,4-Diiodbutan wird als Additiv zur Verbesserung der Leistung von Perowskitsolarzellen verwendet. Es wird auch als Vernetzungsmittel für die Synthese von Anionenaustauschermembranen aus Cellulose eingesetzt.